# Lukáš Vácha
Lukáš Vácha (ur. 13 maja 1989 w Pradze) – czeski piłkarz grający na pozycji pomocnika. Od 2013 występuje w Sparcie Praga.
Wystąpił na Mistrzostwach Europy U-21 w 2011 roku.